# Dřevnice

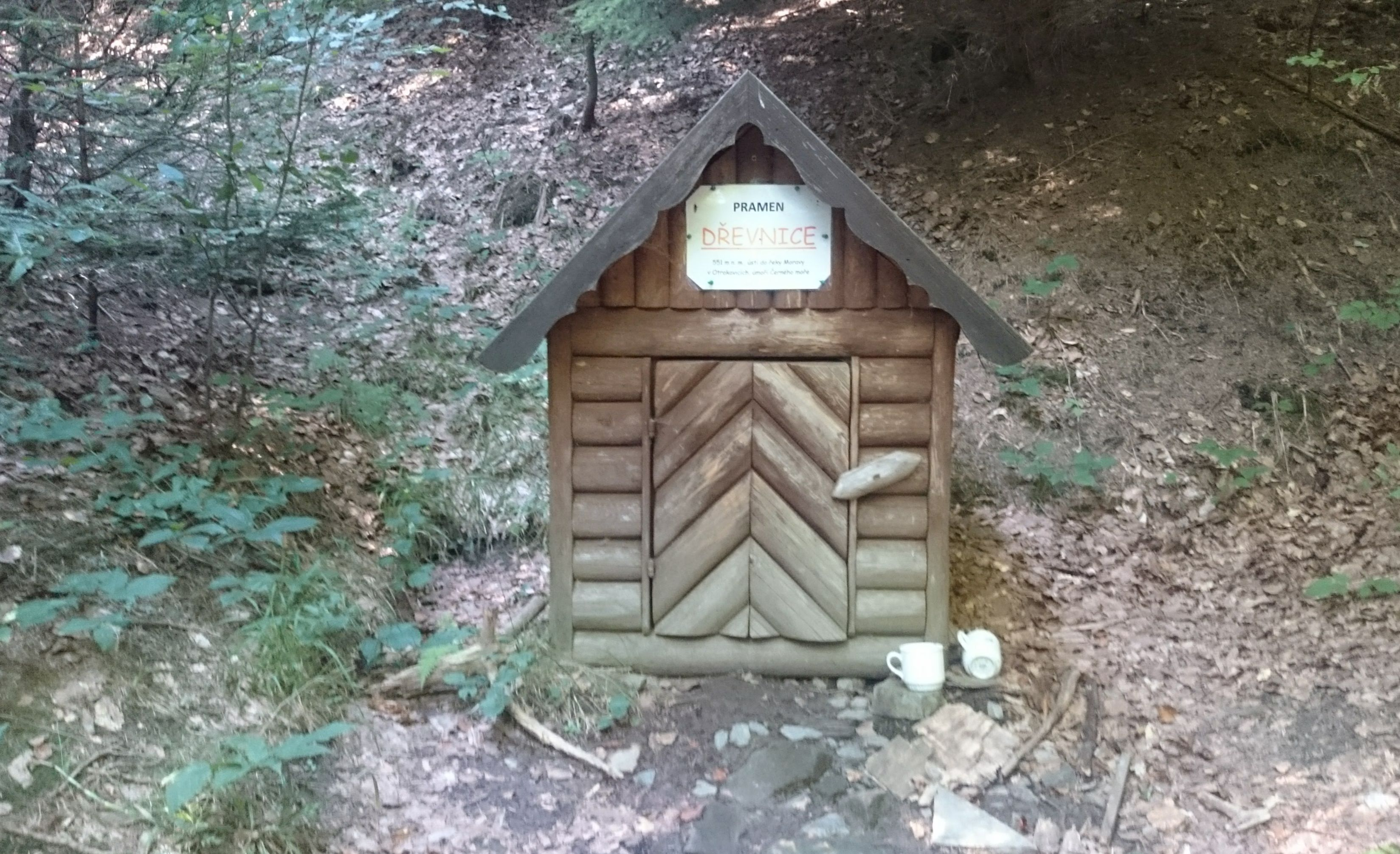
Pramen Dřevnice

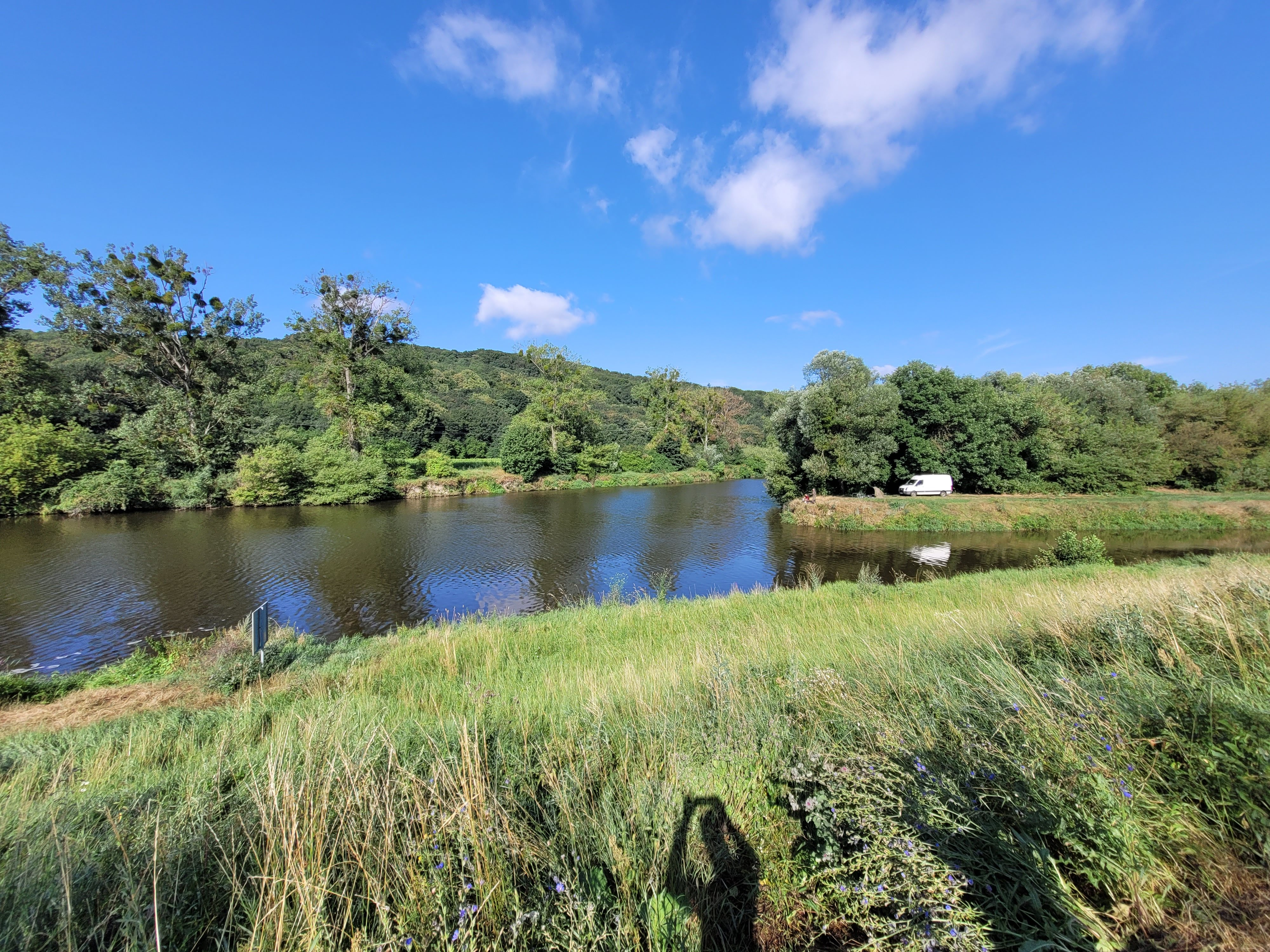
Soutok Dřevnice s Moravou

Dřevnice (německy Drewnitz) je levostranný přítok řeky Moravy ve Zlínském kraji. Délka toku je 42,3 km. Povodí má plochu 436,5 km².

## Průběh toku
Řeka pramení na jihu Hostýnských vrchů, na Lučkách v katastru obce Držková, zhruba 3 km severně od středu obce, v nadmořské výšce 551 m. Před Slušovicemi napájí vodní nádrž Slušovice, vybudovanou v polovině 70. let 20. století na ochranu před povodněmi a především jako vodárenský zdroj pro Zlín (s úpravnou ve Slušovicích). Od roku 1989 má i malou vodní elektrárnu (30 kW). 
Tok pokračuje jižním směrem do Lípy, odkud protéká západním směrem přes Zlín a za Otrokovicemi se vlévá zleva do řeky Moravy v nadmořské výšce 182 m. Podél řeky vedou trasy pro pěší turisty a cykloturisty.

### Větší přítoky
- levé: Trnávka, Všeminka, Lutoninka, Obůrek
- pravé: Ostratky, Fryštácký potok, Racková

## Vodní režim
Průměrný průtok u ústí činí 3,15 m³/s.
Hlásný profil:
| místo | říční km | plocha povodí | průměrný průtok (Qa) | stoletá voda (Q100) |
| ----- | -------- | ------------- | -------------------- | ------------------- |
| Zlín  | 13,34    | 311,84 km²    | 2,06 m³/s            | 320,0 m³/s          |

## Splavnění toku
V roce 1938 bylo dokončeno splavnění řeky v délce cca 1 km spolu s vybudováním Baťova kanálu, sloužícím pro dopravu lignitu z ratíškovických dolů u Hodonína do elektrárny v Baťových závodech v Baťově (dnes Otrokovice). Splavný byl úsek od ústí Dřevnice do Moravy k továrně. Na splavněný úsek Dřevnice navazoval 760 m dlouhý kanál s přístavem, který vedl v areálu továrny podél koželužen k elektrárně. Přístav byl 100 m dlouhý, 18 m široký a umožňoval kotvení až 8 nákladních 38 m dlouhých lodí.
Pro překonání výškového rozdílu mezi hladinou Dřevnice a kanálem byla vystavěna plavební komora, která je stále patrná v Přístavní ulici. Kanál a přístav byly zasypány a nejsou patrné.

## Rybolov
Dřevnice je od pramene až po most u železniční zastávky v městské části Příluky voda pstruhová, od tohoto místa až po ústí do Moravy je to voda mimopstruhová. Vyskytují se zde v hojných počtech parmy, hrouzci a jelci. Občas se v dolních úsecích vyskytne ostroretka stěhovavá či kapr obecný. V proudnějších částech žijí především pstruzi potoční. Jelikož jde o drobnou říčku s rychlejším tokem, k ideálním rybolovným technikám patří přívlač, plavaná, muškaření a feeder.[zdroj⁠?!]